# Ghost Trucker
Ghost Trucker, ook wel Ghosttrucker, is een alternatieve-rockband uit Amsterdam. De band gebruikt meerdere zangers en is hoorbaar geïnspireerd door filmmuziek. De bandleden zijn allen afkomstig uit gerenommeerde Nederlandse bands. In 2006 bracht Ghost Trucker zijn eerste album The grand mystique uit bij Excelsior Recordings.

## Biografie
In 2004 neemt de band Caesar een pauze. Zanger Roald van Oosten richt zich deze rustperiode op het maken van filmmuziek, iets waar hij al enkele jaren ervaring mee heeft. Omdat Van Oosten meer met deze muziek wil doen besluit hij een nieuwe band te vormen. Ralph Mulder (Alamo Race Track), Asta Kat (voorheen Seesaw en Zoppo) en Rik Elstgeest (voorheen Kopna Kopna) voegen zich bij van Oosten, Ghost Trucker is een feit. Van Oosten begint nieuwe nummers te maken met de andere bandleden.
In een periode van twee jaar, van 2004 tot 2006, neemt het collectief nummers op in Van Oostens studio Animal Kingdom in Amsterdam. Uiteindelijk leidt dit tot de release van The grand mystique op Excelsior Recordings, het label waarop ook de platen van Caesar en Alamo Race Track verschijnen. De muziekpers reageert positief en prijzen de cinematische kwaliteiten van de plaat (recensies).
In december 2006 is de band onderdeel van de Fine Fine Music tour. Samen met Alamo Race Track, Spinvis, Do-The-Undo en El Pino & the Volunteers speelt de band in diverse podia in het land.

## Discografie
- The grand mystique - Excelsior Recordings, 2006

## Bezetting
- Roald van Oosten - zang, toetsen, gitaar
- Ralph Mulder - zang, gitaar
- Asta Kat - zang, theremin
- Rik Elstgeest - drums
- Jelte van Andel - contrabas